# Anthomyia ursula
Anthomyia ursula är en tvåvingeart som först beskrevs av Wilhelm Ferdinand Erichson 1851.  Anthomyia ursula ingår i släktet Anthomyia och familjen blomsterflugor. Inga underarter finns listade i Catalogue of Life.